# Fatima Maada Bio

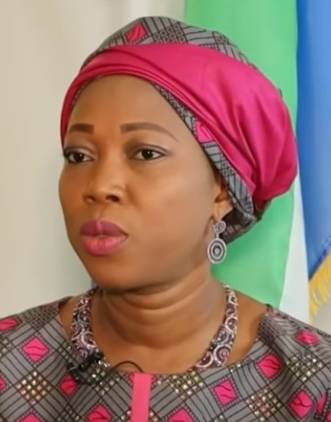
Fatima Maada Bio, 2022

Fatima Maada Bio (geborene Jabbie; * 27. November 1980 im Kono-Distrikt) ist eine gambisch-sierra-leonische Schauspielerin und als Ehefrau des sierra-leonischen Staatspräsidenten Julius Maada Bio seit Anfang April 2018 die First Lady von Sierra Leone.

## Leben
Fatima Maada Bio ist das Kind von Tidankay Jabbie aus Sierra Leone und dem Gambier Umar Jabbe. Ihre Mutter stammt aus dem Distrikt Kono, wo ihr Vater lange als Geschäftsmann arbeitete. Ihr Großvater mütterlicherseits, Alhaji Marabou Jabbie, stammte ebenfalls aus Kono, ihre Großmutter mütterlicherseits, Isata Nabay, aus Segbwema im Distrikt Kailahun.
Sie wuchs in Kono auf, wo sie die Ansarul Islamic School und später die St. Joseph Convent Secondary School in der Hauptstadt Freetown. Sie erwarb in Großbritannien einen Bachelorabschluss in Darstellender Kunst (Performing Art) an der University of Roehampton und 2014 in Journalismus am London College of Communication.
In der Folge arbeitete sie als Schauspielerin in Nollywood-Filmen, beispielsweise im Fantasy-Abenteuerfilm The Mirror Boy (2011) sowie als Drehbuchautorin und Produzentin. 2013 wurde sie bei den African Oscars der Nollywood and African Film Critics Awards (NAFCA) als beste Schauspielerin geehrt.
Sie heiratete 2013 in Großbritannien den sierra-leonischen Politiker Julius Maada Bio. Ihr Mann war zuvor verheiratet gewesen und hatte sich sechs Jahre vor seiner zweiten Heirat scheiden lassen. Am 27. Juni 2013 kam ihr Sohn Hamza zur Welt, der drei Tage nach der Geburt starb. Am 7. September 2015 bekam sie eine Tochter, die nach ihrer Großmutter väterlicherseits Amina genannt wurde.
Da ihr Mann bei der Präsidentschaftswahl in Sierra Leone 2018 die meisten Stimmen erhielt, ist sie seit Anfang April 2018 First Lady von Sierra Leone.

## Korruptionsvorwürfe
2021 kam Bio in die Schlagzeilen, da sie in einen großen Korruptionsskandal verwickelt sein soll. 2025 kamen weitere Korruptionsvorwürfe auf, da Bio diverse Immobilien gekauft haben soll, wobei die Herkunft der Gelder dafür nicht nachvollziehbar sein soll.

## Filme
- als Drehbuchautorin und Produzentin: Battered (2013)[3][14]
- als Schauspielerin:[3][15]
  - Expedition Africa[8]
  - My Soul[8]
  - The Mirror Boy (2011)
  - Ibu in Sierra Leone (2013)[4]
  - Shameful Deceit (2013)
  - Sarata (2014)